# International Solar-Terrestrial Physics
Pour les articles homonymes, voir ISTP.
International Solar-Terrestrial Physics ou ISTP est un programme international de recherche scientifique lancé dans les années 1990 et destiné à étudier les interactions entre le vent solaire et la magnétosphère terrestre grâce à des satellites scientifiques positionnés sur des orbites traversant des régions particulières de l'espace.

## Contexte
Les caractéristiques de l'environnement spatial terrestre sont définies principalement par deux phénomènes : le vent solaire, flux de plasma (ions, électrons) éjecté à grande vitesse par la couronne solaire et le champ magnétique terrestre qui bloque et écarte le vent solaire. Plusieurs programmes spatiaux ont été lancés dès le début de l'ère spatiale pour mieux comprendre les processus à l’œuvre dans cette région de l'espace : certains satellites du programme américain Explorer ainsi que la série des satellites ISEE (International Sun-Earth Explorer) ont recueilli des données sur des régions particulières de l'espace concernées par les interactions entre le vent solaire et la magnétosphère délimitée par l'action du champ magnétique. Mais ces études locales ne permettaient pas d'avoir à la fois une vision précise et globale des principaux phénomènes souvent très localisés dans l'espace et le temps tout en ayant des répercussions sur des régions pouvant être situées à plusieurs millions de km de là. Pour atteindre ces objectifs il était nécessaire de disposer de plusieurs satellites recueillant des données de manière simultanée dans des régions de l'espace écartées les unes des autres. Compte tenu de son coût, un tel projet n'était possible que dans le cadre  d'une collaboration des principales agences spatiales.

## Les objectifs du programme
Les principaux objectifs du programme ISTP sont :
- Déterminer la structure interne du Soleil et sa dynamique à l'origine de l'activité solaire
- Identifier les processus responsables de l'échauffement de la couronne solaire et son accélération à l'origine du vent solaire
- Déterminer les caractéristiques du vent solaire
- Accroitre notre connaissances des phénomènes de turbulence qui se produisent dans le plasma au voisinage de la Terre
- Réaliser la première modélisation complète des interactions entre le Soleil et la Terre afin de mieux comprendre le déroulement des processus qui prennent leur source dans l'activité solaire et s'achèvent par la libération d'énergie dans les couches hautes de l'atmosphère terrestre.

## Le volet spatial du programme ISTP
Le programme a été mis en place par les agences spatiales américaine (NASA), européenne (ESA), japonaise (ISAS) et russe. La contribution américaine est regroupée dans le Global Geospace Science (en) Program. Les satellites suivants ont été lancés dans le cadre du programme ISTP :
- Le satellite SoHO (1995-) développé par l'ESA et la NASA qui est positionné en amont du point du point de rencontre entre le vent solaire et la magnétosphère et qui étudie la couronne solaire et le vent solaire qui en est issu. Ce dernier est étudié par des mesures in situ. SoHO mène par ailleurs une étude du Soleil sans lien avec le programme ISTP.
- Le satellite de la NASA POLAR (1996-2008)  étudie le rôle de l'ionosphère dans les sous-tempêtes magnétiques ainsi que  les échanges d'énergie qui se produisent dans l'ensemble de la magnétosphère terrestre.
- WIND (1994-) est un satellite de la NASA qui recueille des données complémentaires de SoHO sur les caractéristiques du vent solaire en amont de sa collision avec la magnétosphère.
- Le satellite japonais GEOTAIL (1992-) est chargé plus particulièrement d'étudier la région de  la queue magnétique et la zone de plasma neutre.
- Le satellite allemand Equator-S (1997-1998) avait pour objectif d'étudier la région équatoriale de la magnétosphère.
- Les deux satellites russes Interbol (en) (1955- et 1996-) de la série Prognoz.
- La constellation de quatre satellites européens Cluster (2000-).

## Autres sources de données utilisées
Le programme utilise égale des données fournies par les satellites météorologiques américains ainsi que des observatoires à Terre tels que le réseau de radars SUPER-DARN.